# Rec 3 Génesis
Pour les articles homonymes, voir Genesis (film).
Série Rec
Rec 2
(2009) Rec 4
(2014)
Pour plus de détails, voir Fiche technique et Distribution.
Rec 3 Génesis (typographié [REC]3 Génesis) est un film d'horreur espagnol réalisé par Paco Plaza, sorti en 2012. Il est le troisième volet de la saga Rec.
Le sous titre Genesis (« genèse » en français) fait référence aux écrits bibliques concernant la Genèse et dont il est largement fait mention dans le film. Les évènements de Rec 3 se déroulent durant la même nuit que ceux des deux précédents films mais pas dans le même lieu et le point de vue de la caméra embarquée des deux premiers films est abandonné assez tôt dans celui-ci.

## Synopsis
Aujourd'hui est le plus beau jour de la vie de Koldo et Clara. Ils ont réuni toute leur famille et leurs amis dans une somptueuse maison de campagne pour leur mariage. Durant la soirée, Tonton Victor, vétérinaire mordu dans l'après-midi par un chien qu'on croyait mort, développe un comportement anormal jusqu'à en devenir soudainement agressif. En quelques instants, une incontrôlable vague de violence s'abat sur la fête tandis que de plus en plus d'invités sont infectés à la suite de morsures et deviennent à leur tour incroyablement agressifs. Clara et Koldo sont séparés au milieu de ce chaos. Koldo trouve refuge dans la cuisine avec son cousin Adrian, Tita, la petite sœur de Clara Atun, le photographe du mariage et un inspecteur des droits d'auteur. Ils s'échappent par les conduits de la climatisation, sauf Atun, que sa corpulence empêche de passer. À l'extérieur, Koldo, Adrian et Tita et l'inspecteur trouvent un véhicule des forces de polices ainsi qu'une convive obèse en train de se nourrir de la chair d'un policier. Après s'être débarrassés d'elle, ils essaient de contacter la police mais l'inspecteur des droits d'auteur se fait dévorer par le policier qui était censé être mort à l'intérieur du véhicule, lequel déclenche la sirène de police, alertant les infectés. Les survivants doivent échapper à plusieurs personnes infectées et entrent dans une chapelle où plusieurs autres rescapés se sont également réfugiés, les contaminés ne pouvant y entrer. Par l'intermédiaire d'un système de haut-parleurs, Koldo entend Clara dire qu'elle est saine et sauve et qu'elle est enceinte. Koldo décide alors de la retrouver.
Clara et le curé qui a célébré le mariage ont trouvé refuge dans la salle de vidéosurveillance et assistent impuissants au carnage qui se déroule. Repérés par des infectés, ils s'échappent et retrouvent Rafa, un ami du couple, et Natalie, cousine française de Clara, qui s'étaient retirés dans une pièce pour faire l'amour sans se rendre compte de la situation. Poursuivis par des infectés, Clara, Rafa et Natalie s'enfuient pendant que le curé, qui semble en savoir long sur la situation et a fait référence à la Genèse et au père Albelda, immobilise les possédés en récitant une prière. Pendant ce temps, Koldo arrive à la salle de vidéosurveillance et assiste au massacre des réfugiés de la chapelle qui voulaient s'enfuir en bus. On peut aussi voir en arrière-plan en haut à gauche un écran de télévision montrant un flash d'informations sur les événements du premier et deuxième film. On peut en déduire que les événements se passent simultanément avec les films précédents. Clara, Natalie et Rafa rencontrent un autre rescapé, John l'éponge, l'animateur pour les enfants de la soirée. Natalie est ensuite mordue et Clara doit faire face à sa propre mère contaminée. John l'abat d'un coup de fusil avant d'être à son tour mordu. Clara et Rafa s'enfuient par un tunnel souterrain mais Clara fait demi-tour quand elle entend la chanson dont Koldo, alors dans la salle de bal, a poussé le volume à fond.
Clara, suivie par Rafa, s'empare d'une tronçonneuse et se fraie un chemin parmi les infectés mais Rafa est mordu et Clara doit le tuer. Clara finit par retrouver Koldo dans la cuisine et tous deux sont encerclés par une horde d'infectés quand ceux-ci sont paralysés par la voix du curé récitant la Genèse qui résonne dans les haut-parleurs. Clara et Koldo sortent dans les jardins mais Clara est mordue par le grand-père de Koldo, atteint de surdité et qui n'est donc pas affecté par la prière. Koldo coupe le bras de Clara juste en dessous du coude pour arrêter l'infection et ils arrivent à la sortie du domaine, que les autorités ont déjà mis en quarantaine. Clara est alors atteinte des premiers signes de l'infection et Koldo la porte à l'extérieur. Quand les forces spéciales lui ordonnent de la lâcher, Koldo et Clara partagent un dernier baiser mais Clara, désormais totalement infectée, arrache la langue de Koldo. Tous deux sont alors abattus par les forces spéciales et joignent leurs mains dans un dernier effort.

## Fiche technique
- Titre original et français : Rec 3 Génesis
- Réalisation : Paco Plaza
- Scénario : Paco Plaza et Luiso Berdejo
- Musique : Mikel Salas
- Photographie : Pablo Rosso
- Montage : David Gallart
- Direction artistique : Gemma Fauria
- Producteurs : Julio Fernández
  - Producteur créatif : Jaume Balagueró
  - Producteurs délégués : Carlos Fernández, Alberto Marini, Oriol Maymó
  - Productrice associée : Elisa Salinas
- Sociétés de production : Filmax, Canal+, Ono, Rec Génesis AIE, TV3 et TVE
- Sociétés de distribution : Filmax (Espagne) ; Le Pacte (France)
- Pays d'origine :  Espagne
- Budget : 5 000 000 euros[1]
- Genre : horreur
- Durée : 80 minutes
- Dates de sortie[2]:
  - Espagne : 30 mars 2012
  - France : 4 avril 2012
- Classification : 
  - Espagne : Déconseillé aux moins de 18 ans
  - France : Interdit aux moins de 12 ans lors de sa sortie en salles et aux moins de 16 ans à la télévision

## Distribution
- Leticia Dolera (VF : Olivia Luccioni) : Clara
- Diego Martín (VF : Axel Kiener) : Koldo
- Ismael Martínez (VF : David Kruger) : Rafa (ami de Koldo et Clara)
- Claire Baschet (VF : Ingrid Donnadieu) : Natalie (cousine française éloignée de Clara)
- Àlex Monner (VF : Alexandre Nguyen) : Adrián (cousin de Koldo)
- Xavier Ruano (VF : Féodor Atkine) : Le curé
- Borja Glez. Santaolalla (VF : Gilles Morvan) : Atun
- Emilio Mencheta : Tonton Víctor (vétérinaire)
- Jana Soler : Tita (la petite sœur de Clara)
- Miguel Ángel González : John l'éponge
- Javier Botet : Tristana Medeiros
- Mireia Ros : Menchu (mère de Clara)
- Ana Isabel Velásquez : Wendy
- Carla Nieto : Rebeca Viñas
- Blai Llopis : Quiquín
- Itziar Castro : la convive obèse

## Production
Le tournage s'est déroulé du 4 avril au 20 mai 2011 à Barcelone. Le début du film présente le point de vue d'une caméra embarquée d'invités de la noce qui filment l'événement mais, contrairement aux deux premiers volets, ce point de vue à la première personne est ensuite abandonné au profit d'une perspective extérieure « classique ».
La musique jouée pendant la fête, après le mariage et pendant le générique de fin est Eloise de Tino Casal, reprise de Barry Ryan.

## Accueil

### Box-office
Le film a eu un succès commercial inférieur à celui des deux premiers volets. Il a rapporté un peu plus de 10 000 000 $ au box-office mondial, recettes provenant principalement d'Espagne, de France et du Mexique. Il a réalisé 362 993 entrées en France.

### Accueil critique
Les critiques ont été très divisées. Le film recueille 39 % de critiques favorables, avec une note moyenne de 5,4/10 et sur la base de 38 critiques collectées, sur le site Rotten Tomatoes. Sur Metacritic, il obtient un score de 45/100 sur la base de 11 critiques collectées.
En France, Yann Lebecque, de L'Écran fantastique, évoque un « film qui parvient — qui l'aurait imaginé ? — à être à la fois original, inattendu, gore et follement drôle » ; pour Jérémie Couston, de Télérama, « ces noces espagnoles, perturbées par l'arrivée inopinée de zombies, gagnent en humour ce qu'elles perdent en originalité » ; Gaël Golhen, de Première, évoque un film « amusant mais totalement futile » ; et Stéphane Moïssakis, de Mad Movies, estime que c'est « un ratage tel que même la tragique petite note finale ne parvient pas à relever le niveau ».